# Alberto Ceradelli
Alberto Ceradelli (* 1856 in Guastalla, Emilia-Romagna; † nach 1883) war ein italienischer Geiger und Musikpädagoge.

## Leben und Wirken
Ceradelli begann seine musikalische Ausbildung 1862 in Bologna. Er studierte dann am Mailänder Konservatorium und wurde zugleich Mitglied im Orchester des Teatro alla Scala. 1883 wurde er für das Orchester des Teatro Municipal de Santiago engagiert, das zu der Zeit durch den Tenor Julián Gayarre bekannt war. Später unterrichtete er am Conservatorio Nacional Violine, Klavier und Gesang. Mit Juan Gervino, gleichfalls Lehrer am Konservatorium, dem Bolivianer Germán Decker und dem aus Deutschland stammenden Cellisten Arturo Hügel gründete er die Sociedad Cuarteto, die neben Werken von Ludwig van Beethoven, Felix Mendelssohn Bartholdy, Joseph Haydn und Wolfgang Amadeus Mozart Bearbeitung von Werken Richard Wagners und Georg Friedrich Händels sowie Kompositionen chilenischer Musiker wie Fabio de Petris und Guillermina Antonietti de Abba aufführte.

## Quelle
- Centro de Documentacion de las artes escenias - La Sociedad Cuarteto

| Personendaten    | Personendaten                          |
| ---------------- | -------------------------------------- |
| NAME             | Ceradelli, Alberto                     |
| KURZBESCHREIBUNG | italienischer Geiger und Musikpädagoge |
| GEBURTSDATUM     | 1856                                   |
| GEBURTSORT       | Guastalla                              |
| STERBEDATUM      | nach 1883                              |